# サセックス (客船)
サセックス (Sussex) は、1896年に建造されたロンドン・ブライトン・アンド・サウス・コースト鉄道のイギリス海峡横断客船。後にフランスのCompagnie des Chemins de Fer de l'État Françaisへ売却され、第一次世界大戦中にドイツ潜水艦に攻撃されて大破した。戦後、ギリシャへ売却されてAghia Sophiaと改名された。

## 船歴
ウィリアム・デニー・アンド・ブラザーズ社で建造され、1896年4月30日に進水。ニューヘイブン・ディエップ航路に就航し、処女航海は1896年7月31日であった。
1914年、フランスのCompagnie des Chemins de Fer de l'État Françaisへ売却される。
第一次世界大戦中は航路がニューヘイブンからではなくフォークストンに変更され。1916年3月24日、フォークストンからディエップへ向け航行中サセックスはドイツ潜水艦UB29に雷撃された、サセックスは船橋より前を失う大きな被害を受けた。乗員53人、乗客325人中、少なくとも50人が死亡した。サセックスはブローニュ＝シュル＝メールへと曳航された。
犠牲者にはスペインの作曲家エンリケ・グラナドスとその妻などがおり、負傷者にはワイルダー・ペンフィールドなどのアメリカ人もいた。
アメリカ人に死者はいなかったもののアメリカの世論は怒り、アメリカとドイツ間の外交問題となった。1916年5月にドイツはSussex pledgeと呼ばれる宣言を出し、潜水艦戦での一部制限撤廃（武装商船への無警告攻撃の許可）を取りやめることとなった。
戦後の1920年にピレウスのD Demetriadesへ売却されてAghia Sophiaと改名。火災により損傷し1921年に解体された。

## 要目
- トン数　1,565 GRT、328 NRT
- 全長　275 ft 0 in (83.82 m)
- 全幅　34 ft 1 in (10.39 m)
- 速力　20.5 ノット (38.0 km/h)